# Sturm und Drang

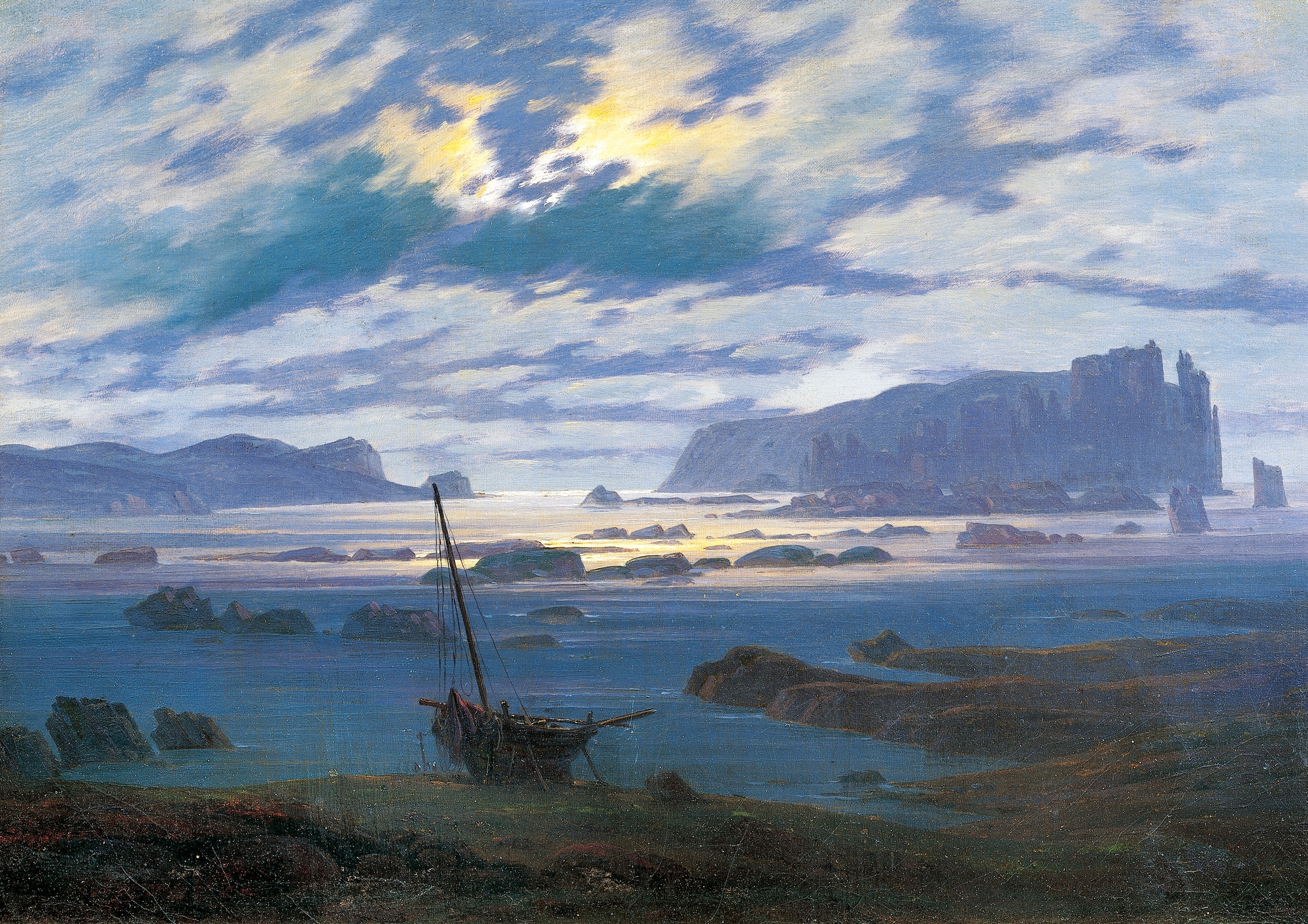
Levar della luna dal mare, dipinto di Caspar David Friedrich.

Lo Sturm und Drang (AFI: /ˌsturmunˈdranɡ/, in italiano tempesta e impeto) è stato uno dei più importanti movimenti letterari e culturali tedeschi e convenzionalmente si colloca tra il 1765 e il 1785, nel contesto culturale e letterario del Preromanticismo. Prende il nome dal dramma omonimo, pubblicato nel 1776 da Friedrich Maximilian Klinger. L'espressione spregiativa Sturm und Drang si deve a Christoph Kaufmann (1751-1795), un filosofo e medico svizzero.
Lo Sturm und Drang contribuì, assieme al Neoclassicismo e al Preromanticismo, alla nascita del Romanticismo tedesco. Alcuni storici della letteratura e germanisti sostengono la possibilità di includere lo Sturm und Drang assieme al Neoclassicismo e al Romanticismo in un movimento culturale più ampio e complesso definito spesso “Età di Goethe” (1749-1832), basandosi anche sulle considerazioni che nel 1830 il tedesco Heinrich Heine fece sul periodo appena trascorso.

## Rapporto con altri movimenti culturali
Proprio per la sua collocazione temporale e geografica lo Sturm und Drang venne profondamente influenzato dagli altri movimenti e influenzò i successivi al punto tale da poterlo vedere come evoluzione vera e propria dell'Illuminismo tedesco (Aufklärung) e come origine del Romanticismo. In questo modo lo si considera quale ponte ideale tra il primo e il secondo.

### Con l'Illuminismo
Diversamente da quello che si è portati a pensare, lo Sturm und Drang non è affatto la negazione dell'Illuminismo, tanto meno nasce quale movimento anti-illuminista. Esso dovrebbe essere considerato più come il naturale prosieguo dell'Illuminismo. La generazione tedesca dello Sturm und Drang non scorgeva nulla di irrazionale nel lasciare che il "genio" sviluppasse da sé le sue capacità intellettuali: al contrario, irrazionale per gli Stürmer und Dränger era la fredda e accademica imposizione di norme e regole che, attraverso una disincantata profondità storica, venivano collocate in un passato troppo remoto e dunque viste come inattuali e inutili.
In tal modo venne sempre più sviluppandosi il famosissimo culto del genio e una delle prime figure identificate con questo ideale fu William Shakespeare: non a caso molti scrittori s'ispirarono alla sua opera. Poiché lo Sturm und Drang fu rappresentativo della presa di coscienza e della reazione allo stato di cose di una classe sociale quale la borghesia, i rappresentanti e i seguaci del movimento opposero il nazionalismo al cosmopolitismo della nobiltà e predilessero dunque la cultura del popolo rispetto a quella della tradizione letteraria.
Si dovrebbe tenere conto del fatto che all'incirca nel 1740 la letteratura tedesca si liberò dalle pastoie della filosofia e della retorica, configurandosi come linguaggio più immediato, tendente alla lirica e che, successivamente, all'incirca nel 1760, il Pietismo espresse l'esigenza di una fede più immediata ed emotiva, di un'intensità che arrivasse fino all'estasi. Questi due avvenimenti lasciano vedere lo Sturm und Drang come un Illuminismo privato di un modo di esprimersi troppo filosofico e attento a categorie di conoscenza più «interne».
Dal punto di vista del dramma, infatti, in questo periodo il comico e il tragico si compenetrano e l'analisi del drammaturgo si spinge fino al cercare le "motivazioni psichiche" di un dato avvenimento viste anche come motore dei suoi protagonisti (secondo la concezione di Lenz).

### Con il Neoclassicismo
Si tratta di un movimento sviluppatosi negli anni 70 del Settecento in Germania sotto l'ispirazione del giovane Goethe. Il tratto dominante di questa corrente è il titanismo, con questo termine s'indica l'eroe che sfida forze superiori e che porta fino in fondo la sua lotta anche quando è cosciente che solo la sconfitta lo attende.
Solitamente lo Sturm und Drang e il Neoclassicismo tedesco vengono percepiti come movimenti antitetici. In effetti profonde sono le differenze tra i due movimenti culturali: nazionalista il primo, cosmopolita il secondo, concentrato sulla profondità dell'Io il primo, contrato su un ideale di bellezza oggettiva il secondo. Eppure in romanzi come L'Ardinghello di Heinse è possibile trovare un pensiero rousseauiano, misto alla idealizzazione della grandezza dell'antica civiltà greca e quindi un avviarsi verso il neoclassicismo.
Questo è uno dei tanti esempi che ci lasciano capire come, anche se non si possa parlare di parentela tra i due movimenti, vi siano state situazioni di "interferenza" tra i due movimenti.
Eppure nello Sturm und Drang non mancarono episodi di cosmopolitismo. L'opera di Herder Voci dei popoli nelle canzoni (1778-1779), che racchiude canti dei vari popoli con i quali l'autore venne direttamente o indirettamente a contatto, si configura come «la prima antologia della letteratura universale».
Entrambi i movimenti derivano dal precedente Illuminismo e devono essere visti come sviluppi della stessa materia da due punti di vista differenti che, però, lasciano intravedere anche convergenze tra loro e non solo divergenze importanti.
Questo contrasto non assoluto, in un rapporto di complementarità, può essere visto all'interno del contrasto complementare tra Preromanticismo e Neoclassicismo.

### Con il Romanticismo
Più evidente è il legame tra lo Sturm und Drang e il Preromanticismo e Romanticismo tedesco. Bisogna anzitutto precisare che il cosiddetto primo Romanticismo, il quale fiorì in città come Jena, presenta una forte componente derivante dal Classicismo, e ancora una volta il tendente cosmopolitismo ne è un esempio più che eclatante. Ciò nonostante la concezione della Natura del primo Romanticismo è chiaramente mutuata dallo Sturm und Drang, ed è quella concezione che vede la Natura come luogo utopico. Ancora nel primo Romanticismo (e non solo) c'era la tendenza a emancipare e razionalizzare argomenti "metafisici". È chiaro che questa caratteristica sia stata ereditata dallo Sturm und Drang prima e dal primo Romanticismo (ma in effetti da tutto il Romanticismo) poi.
Tuttavia è nel secondo Romanticismo, che fiorì in città come Heidelberg e Berlino, che si ritrova moltissimo dell'influsso esercitato dallo Sturm und Drang. Il lasciare da parte l'Antichità classica e il ritornare a un nazionalismo abbastanza accentuato, la tendenza a descrivere nelle opere (e anche a emularle) personalità profondamente istintive e demoniache e l'accentuarsi dello storicismo, le cui basi furono poste proprio nello Sturm und Drang da Herder, sono chiarissima eredità dello Sturm und Drang.
Inoltre il Romanticismo terminò il processo di critica alle istituzioni tradizionali che era stato avviato proprio dallo Sturm und Drang. Anche nel secondo Romanticismo ci fu chi razionalizzò i sentimenti o ciò che rientrava nel "metafisico", per esempio E.T.A. Hoffmann nelle sue opere razionalizzò l'orrore, precorrendo Edgar Allan Poe, e Jean Paul tese a emancipare le tematiche metafisiche proprio come nell'Illuminismo. Paradossalmente lo Sturm und Drang diverge - anche se leggermente - dal Romanticismo, quando, durante il secondo Romanticismo, il legame con l'eredità illuminista si fa più sottile e si verte su generi quali la fiaba o la "ballata spettrale" di cui Bürger con il suo Lenore fu esponente nonché creatore.

## Concetti chiave

### La concezione della Natura
La Natura era vista dagli Stürmer und Dränger come un luogo utopico, perfetto, in cui l'uomo solitario ritrova se stesso in armonia col creato. Questa visione è riconducibile al concetto di stato di Natura espresso dal filosofo svizzero Jean-Jacques Rousseau nel suo Discorso sull'origine e i fondamenti della diseguaglianza tra gli uomini (1755), nel quale parla dell'indole pacifica dell'uomo primitivo che degenera nel momento in cui passa alla vita sociale. In questo periodo non è ancora al centro dell'interesse la potenza devastatrice della Natura e l'idea di sublime da essa richiamata, eppure opere dello Sturm und Drang - per esempio I dolori del giovane Werther di Goethe - iniziano a dare forma a una nuova visione della natura, nella quale il sublime è l'elemento dinamico, che trasforma e talvolta annienta, e che dovrebbe portare all'equilibrio (cosa che però non accade a causa del suicidio del giovane Werther, dovuto a instabilità e squilibrio emotivo).

### La tendenza all'interiorizzazione
Si è già precisato come lo Sturm und Drang possa pensarsi quale evoluzione dell'Illuminismo in senso «interiore». La tendenza base del movimento - tra l'altro mai abbandonata durante il Classicismo e il Romanticismo - fu quella di esprimere, studiare, fare agire tramite le opere culturali la psiche del singolo. Lo stesso Friedrich Schiller nella sua opera I masnadieri e ancor più in Intrigo e amore tese allo studio di quanto «la coscienza individuale potesse pesare sull'evoluzione degli avvenimenti storici».
Tale tendenza fu fortemente ripresa e accentuata durante il Romanticismo e sopravvisse addirittura a questo, propagandosi nel Realismo e nel Naturalismo, facendo capolino o divenendo fortemente accentuata durante il Simbolismo e l'Espressionismo.

### L'uomo
L'uomo nuovo vagheggiato nello Sturm und Drang si identifica in particolare nell'oltreuomo o superuomo (Übermensch), che sovverte l'ordine costituito. Talvolta è concepito come "genio" che crea opere d'arte al di fuori di qualsiasi canone estrinseco, oppure è simboleggiato dal fanciullo, che nella sua spontaneità naturale vive e agisce al di qua delle convenzioni sociali. Il titanismo del superuomo è il punto parossistico dello Sturm und Drang. "Il sentimento è tutto!" esclama il Faust di Goethe, rappresentando così l'inquietudine moderna che di nulla si sazia, il desiderio dell'impossibile, la protesta morale contro la stasi della volontà e il pedantismo dell'intelligenza. Nasce qui lo "spirito faustiano", tipicamente tedesco, che sarà parte essenziale della storia culturale della Germania moderna.
Nell'ambito delle poetiche e delle estetiche il ribelle è il "genio" che dal suo impeto creatore attinge le leggi del suo atto demiurgico: "Dove sono attività, energia spirituale, azione, pensiero, sentimento, facoltà che non s'insegnano e non s'imparano, qui è il genio:...genio che non è appreso e non è acquisito, che non si apprenderà e non si acquisterà, nostra sola essenza umana, inimitabile, divina, ispirata. Il genio infiamma e crea: non mette ordine nelle cose, le crea!" (Johann Caspar Lavater, Frammenti fisiognomici, sez. I, fr. 10).

### La religione
Per gli scrittori dello Sturm und Drang eredi del pietismo e del panteismo spinoziano ("Deus sive Natura"), la religione è passione dell'infinito, potenza creatrice inesauribile che si agita nel grembo della Madre Natura, nella fantasia del genio, nell'emozione del fanciullo: "Tutta la nostra tensione religiosa deve muoversi verso la pienezza dei sensi e delle emozioni, che rivelano la Divinità. Più forte è questo impulso, più alta è la rivelazione di Dio" (Johann Georg Hamann).

## Autori
- (il giovane) Johann Wolfgang von Goethe (1749-1832)
- (il giovane) Friedrich Schiller (1759-1805)
- Jakob Michael Reinhold Lenz (1751-1792)
- Friedrich Maximilian Klinger (1752-1831)
- Gottfried August Bürger (1747-1794)
- Heinrich Wilhelm von Gerstenberg (1737-1823)
- Johann Georg Hamann (1730-1788)
- Johann Jakob Wilhelm Heinse (1746-1803)
- Johann Gottfried Herder (1744-1803)
- Friedrich Müller (1749-1825)
- Johann Anton Leisewitz (1752-1806)

In Italia, Vittorio Alfieri (1749–1803) è stato ritenuto da Benedetto Croce un autore vicino alle tematiche dello Sturm und Drang.